# SAR-Klasse GH
Die Fahrzeuge der Klasse GH der South African Railways (SAR) waren Gelenklokomotiven der Bauart Union-Garratt.
Im Gegensatz zu echten Garratts waren diese Lokomotiven eine Mischform aus Garratt und Modified Fairlie: Der vordere Wassertank war wie bei einer Garratt auf dem vorderen Drehgestell aufgebaut, während der Kohlenkasten wie bei einer Modified Fairlie auf dem Brückenrahmen montiert war, der auch Kessel und Führerhaus trug. Ein zweiter Wassertank war unter dem Kesselrahmen aufgehängt.
Zwei Stück wurden 1927 von Maffei geliefert; es waren zu diesem Zeitpunkt die schwersten je in Europa gebauten Lokomotiven. Im gleichen Jahr lieferte Maffei auch die zehn Union-Garratts der Klasse U. Warum die eine Bauart mit der Bezeichnung „GH“ als echte Garratt klassifiziert wurde und die andere mit „U“ als Union-Garratt, ist heute nicht mehr nachvollziehbar.
Die Lokomotiven der Klasse GH waren für den Schnellzugdienst auf Hauptstrecken vorgesehen und hatten die Achsfolge (2'C1')(1'C2') („Doppel-Pacific“). Ihre Treibräder waren mit 1.524 mm Durchmesser die größten aller südafrikanischen Gelenklokomotiven.
Die Zylinder der GH waren jedoch für diesen Treibraddurchmesser in Verbindung mit der hohen Achslast von 18,4 t zu klein geraten. Der mögliche Zugkraftvorteil einer Gelenklokomotive gegenüber einer steifrahmigen Lokomotive gleicher Achslast konnte deshalb nicht voll ausgespielt werden.
Die Lokomotiven waren mit einem Stoker ausgestattet. Dies war auch der Grund für die Wahl der Union-Garratt-Bauart gewesen, da es hierbei zu keinen Relativbewegungen zwischen Kohlenkasten und Feuerbüchse kommt. Allerdings wurden Stoker problemlos auch in normalen Garratts und Schlepptenderlokomotiven verwendet.
Wie auch bei den Modified Fairlies und der Klasse U führte der große hintere Übergang, verglichen mit Garratts, zu einem stärkeren Verschleiß der Drehzapfen, was zu der relativ frühen Ausmusterung der Klasse beitrug. Die beiden GH wurden 1957 außer Dienst gestellt; zuletzt waren sie in Glencoe in Natal stationiert. Kein Exemplar ist erhalten geblieben.